# Morten Qvistgaard
Morten Iversen Qvistgaard (født 15. maj 1732 på Skikkild, Vejrum Sogn, død 9. september 1798 på Gerdrup) var en dansk godsejer, far til Iver og Peter Christoffer Qvistgaard.

## Liv og gerning
Han blev født på gården Skikkild i Vejrum Sogn i Jylland, som faderen, Iver Pedersen Qvistgaard, da ejede; moderens navn var Kirstine Madsdatter f. Dahl.
Qvistgaard, der 1750 var blevet student fra Frederiksborg, forpagtede 1756 Brattingsborg på Samsø; 1760 købte han Lyngbygård og Gerdrup godser med ca. 900 tdr. hartkorn, hvor han straks begyndte på byernes udskiftning og fællesskabets ophævelse, hvilket han gennemførte med dygtighed og kraft. Ved siden af forbedringer af ejendommene gik en stadig forøgelse af dem; således købte han 1774 hovedgården Espe med gods, 1775 en del af Antvorskov ryttergods og 1782 Gimlinge kirkegods.
Qvistgaard, der i mange år var landvæsenskommissær og ofte blev brugt af regeringen i lokale kommissioner, blev 1786 udnævnt til medlem af den samme år oprettede store landbokommission, i hvilken han var uenig med flertallet i de fleste punkter, og hvor hans skarpe opposition, særlig mod kommissionens forslag til stavnsbåndets ophævelse, hvorimod han var den eneste, der nedlagde protest, ofte førte til heftige sammenstød mellem ham og Christian Colbjørnsen. Sin betænkning over landboforholdene udgav han siden i trykken. Qvistgaard, der 1764 var blevet kammerråd, 1775 justitsråd og 1786 forgæves havde søgt om optagelse i adelstanden, hvilket trods Kancelliets indstilling var blevet afslået, antagelig fordi hans modstand mod reformerne havde vakt kronprinsens mishag, døde på Gerdrup 9. september 1798.

## Ægteskaber og familie
Han blev gift 1. gang (1760) med Dorothea Cathrine Qvistgaard (1743 – 2. juli 1761), datter af kommerceråd Peter Qvistgaard til Vibygård; 2. (11. september 1764) med Martha Rehling (15. juni 1744 i Koldby – 17. maj 1782 på Gerdrup), datter af præsten i Hasle-Bråby magister Johan Rehling.